# ヤクバ・シラ
ヤクバ・シラ（Yacouba Sylla 、1990年11月29日 - ）は、フランス・エタンプ出身のプロサッカー選手。元マリ代表。FCボトシャニ所属。ポジションは、ミッドフィールダー。

## クラブ経歴

### アストン・ヴィラ
2013年1月31日、アストン・ヴィラFCと3年半契約を結んだ。
2014年7月14日、トルコ・スュペル・リグのカイセリ・エルジイェススポルにレンタル移籍することが発表された。

### レンヌ
2015年6月22日、スタッド・レンヌに移籍、4年契約を結んだ。

## 代表歴
アストン・ヴィラFC移籍後、2012–13シーズンを通じて好調を維持したことからマリ代表の招集を受けた。2013年5月28日に行われたサッカーブルターニュ代表との親善試合で初キャップ。
2013年6月9日の2014 FIFAワールドカップ・アフリカ2次予選・ルワンダ戦で公式戦初出場。1週間後のベナン戦では初スタメン出場を果たし、フル出場するも、マリ代表は予選落ちとなった。